# Ignaz Puschnik
Ignaz Puschnik (Bécs, 1934. február 5. – 2020. december 17.) válogatott osztrák labdarúgó, fedezet.

## Pályafutása
1954 és 1967 között a Kapfenberger SV labdarúgója volt. 1957 és 1964 között nyolc alkalommal szerepelt az osztrák válogatottban, melynek tagjaként részt vett az 1958-as labdarúgó-világbajnokságon.